# クイーン・オブ・ザ・デスマッチ

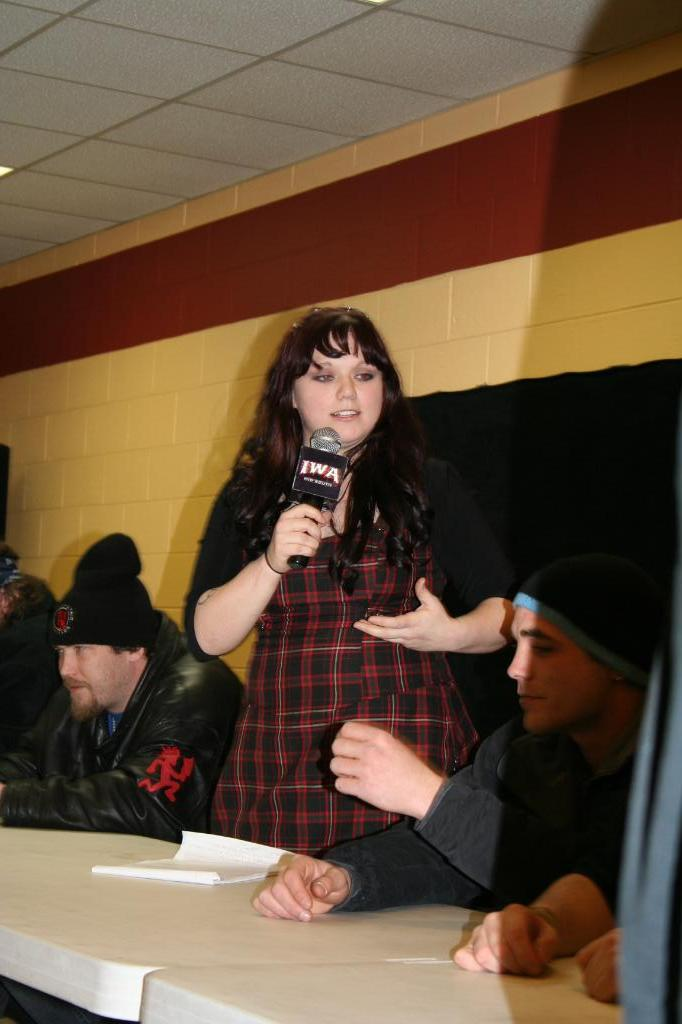
初代女王に君臨したミッキー・ナックルズ

クイーン・オブ・ザ・デスマッチ（Queen of the Deathmatch）は、2006年に創始された、IWAミッドサウスの主催により例年行われるプロレスのトーナメント戦。その初開催から毎年にわたりインディアナ州を開催地として続けられてきたこの大会は、その大部分が女子プロレスラーで占められる数名の出場者らが競い合う。その母体たるキング・オブ・ザ・デスマッチに同じく、数多の凶器を用いたデスマッチ（いわゆるハードコア）をその試合の特色としている。

## 来歴
1996年に産声を上げたIWAミッドサウスは、その翌1997年にさっそく『キング・オブ・ザ・デスマッチ』と題した大会を初開催。やがてその第5回目にあたる2003年の大会で、この団体の総帥イアン・ロッテンの弟子の一人にあたる女子プロレスラーのミッキー・ナックルズが初参戦を飾るに至る。
そして2006年―この年度のキング・オブ・ザ・デスマッチからちょうど5か月後の11月にあって、『クイーン・オブ・ザ・デスマッチ』と題した、その参戦者の大部分が女子プロレスラーで占められるという大会が催され、さっそく画鋲や蛍光灯やガラスや有刺鉄線などの凶器をふんだんに用いたデスマッチの数々がそこに展開された。
初代の覇者となったのは、その決勝戦で尾崎魔弓を破ったミッキー・ナックルズであった。2007年の第2回ではそのミッキー・ナックルズを破ったルフィストが覇者の座に就いた。

## 通覧
かっこ内は本戦未参加者。
| 年   | 日       | 地                 | 参戦者 | 覇者                 |
| ---- | -------- | ------------------ | --- | -------------------- |
| 2006 | 11月3日  | プレインフィールド | ミッキー・ナックルズ 尾崎魔弓 レイチェル・パッツキー 坂井澄江 アン・スラックス ヴァネッサ・クレイヴァン セクシー・エディー エイミー・リー  | ミッキー・ナックルズ |
| 2007 | 10月27日 | プレインフィールド | ルフィスト B．B．ウォールズ ロキシー・コットン ストーム ミッキー・ナックルズ ミスティー・ヒート (CJオーティズ) (ディレンジド)              | ルフィスト           |
| 2008 | 6月21日  | セラーズバーグ     | レイチェル・サマーリン アニー・ソーシャル ミッキー・ナックルズ グラッシーズ・ジョーンズ レベッカ・ペイン モニーク・マーシー マイク・レビー | レベッカ・ペイン     |